# Bombardement de Chios
Lutte contre les Barbaresques
Le bombardement de Chios, appelé aussi « affaire de Chios » est une expédition menée par une escadre française commandée par Duquesne contre les pirates barbaresques de Tripoli à l'été 1681. Le 23 juillet, il bombarde et détruit leur flotte qui s'était réfugiée dans le port de Chios. Après une période de tension avec les autorités ottomanes qui ont la souveraineté sur Chios, celles-ci prennent conscience de la puissance navale française et poussent les Tripolitains à signer la paix en décembre 1681.

## Les causes de l’expédition
En juin 1681, des corsaires Barbaresques de la régence de Tripoli capturent quelques bâtiments français sur les côtes de Provence. Louis XIV et Colbert, qui depuis les années 1660 ont entrepris une lutte active contre ces attaques en Méditerranée, réagissent de la même façon qu’ils l’ont fait précédemment contre Djidejelli (1664), Cherchell (1665) et Alger (1661, 1665) : par la force armée. 
C’est ainsi qu’Abraham Duquesne, l’un des meilleurs marins du roi, part à leur recherche à la tête d'une escadre de neuf vaisseaux et frégates, et les rejoint près de l'île de Chios (également orthographié « Scio »), le long des côtes d'Asie mineure. En juillet 1681, les navires barbaresques trouvent refuge à l'intérieur du port avec leurs captifs. Chio a été récemment annexée par les Ottomans et se trouve sous l’autorité directe du kapudan pacha.

## Le bombardement et le blocus de Chio
Duquesne envoie un émissaire, M. de Saint-Amand, sommer le pacha commandant à Chios de faire sortir les corsaires, sous peine de destruction du port et des forteresses, ce que celui-ci refuse. Le 23 juillet 1681 Duquesne ordonne aux navires de son escadre de bombarder la ville et le port. Le feu français est si vigoureux, qu'en moins de quatre heures, la flotte barbaresque, les forteresses et le port sont très endommagés. Un récit turc de l'époque narre cette attaque : « Les infidèles français sont venus à Scio, ils ont tiré pendant quatre heures sur les vaisseaux de Tripoli de Barbarie, ils ont aussi endommagé les forteresses et les mosquées. » De nombreux grecs figurent parmi les victimes car ils sont majoritaires sur l’île. Plusieurs églises orthodoxes sont touchées.
Malgré cela, les Tripolitains refusent de céder, ce qui pousse Duquesne à établir un blocus de l’île et à patrouiller jusqu'aux Dardanelles. Dans un premier temps, cette affaire provoque une grave crise diplomatique entre l’Empire ottoman et le royaume de France. Le Grand vizir de Constantinople, Kara Mustafa, qui n’est pas loin d’y voir un casus belli, proteste vigoureusement et demande à l’ambassadeur français, M. de Guilleragues, qui venait de remplacer le marquis de Nointel, réparation de cette agression. Guilleragues est même menacé de prison.
Cette violation de la neutralité turque n'est pas non plus du goût de Louis XIV qui ne veut pas d'une guerre avec Constantinople, car les intérêts économiques français, avec le fructueux commerce des Échelles du Levant, sont importants dans la région. Les marchands français qui commercent avec Constantinople, versent d’ailleurs immédiatement 80 000 couronnes aux autorités turques pour apaiser leur courroux. Après plusieurs semaines de blocus, sous la pression du Vizir et du Kapudan pacha, les Tripolitains finissent par signer, fin décembre 1681, un traité avec Duquesne qui stipule la restitution immédiate des esclaves, mettant un terme provisoire à l’affaire.

## Les suites de l’affaire
Le retournement des autorités turques, qui passent rapidement de la menace à la conciliation, n’a en fait pas grand-chose à voir avec l’argent versé par les marchands français. C’est la présence de Duquesne dans les Dardanelles qui contribue à apaiser les esprits, en faisant prendre conscience au Grand Vizir que l’escadre française constitue une menace directe sur Constantinople. C’est pourquoi il change complètement d’attitude à l’égard de la France ; il devient soudain coopératif au point de se tourner — poussé par l’ambassadeur Guilleragues — vers l'Europe centrale. En 1682, il intervient en Hongrie, puis met le siège devant Vienne en 1683.
L’intervention contre Chio est donc une réussite pour la flotte française qui pour la première fois a été capable d’opérer, pendant près d’un an, loin de Toulon en Méditerranée orientale. « C’était un incontestable succès de la marine de Colbert » (Jean Béranger). La paix avec les Tripolitains, pourtant, est fragile. Désavoués à leurs retour, les capitaines de vaisseaux barbaresques sont décapités et la course musulmane reprend comme auparavant, ce qui force Louis XIV à lancer une expédition de grande envergure contre Tripoli en 1685.

#### Ouvrages récents
- Michel Vergé-Franceschi (dir.), Dictionnaire d'histoire maritime, Paris, éditions Robert Laffont, coll. « Bouquins », 2002, 1508 p. (ISBN 2-221-08751-8).
- Jean Meyer et Martine Acerra, Histoire de la marine française : des origines à nos jours, Rennes, Ouest-France, 1994, 427 p. [détail de l’édition] (ISBN 2-7373-1129-2, BNF 35734655)
- Rémi Monaque, Une histoire de la marine de guerre française, Paris, éditions Perrin, 2016, 526 p. (ISBN 978-2-262-03715-4)
- Étienne Taillemite, Dictionnaire des marins français, Paris, Tallandier, coll. « Dictionnaires », octobre 2002, 537 p. [détail de l’édition] (ISBN 978-2847340082)
- Lucien Bély (dir.), Dictionnaire Louis XIV, Paris, éditions Robert Laffont, coll. « Bouquins », 2015, 1405 p. (ISBN 978-2-221-12482-6)
- Guy Le Moing, Les 600 plus grandes batailles navales de l'Histoire, Rennes, Marines Éditions, 2011, 619 p. (ISBN 978-2-35743-077-8)
- Jean-Christian Petitfils, Louis XIV, Paris, éditions Perrin, 1995, 775 p. (ISBN 2-262-00871-X).
- John A. Lynn (trad. de l'anglais), Les Guerres de Louis XIV, Paris, éditions Perrin, coll. « Tempus », 2014, 561 p. (ISBN 978-2-262-04755-9).
- E. H. Jenkins (trad. de l'anglais), Histoire de la marine française : des origines à nos jours, Paris, Éditions Albin Michel, 1er novembre 1977, 428 p. (ISBN 2-226-00541-2), p. 80.

#### Ouvrages anciens
- Eugène Sue, Histoire de la marine française, Au dépôt de la libraire, 1845 (lire en ligne), p. 374 et suiv.
- Henri Martin, Histoire de France depuis les temps les plus reculés jusqu'en 1789, vol. 13, Paris, Furne, 1860 (lire en ligne)
- Artaud de Montor, Encyclopédie des gens du monde, vol. 8, Treuttel et Würtz, 1837 (présentation en ligne)
- Ignaz Testa, Alfred Testa et Leopold Testa, Recueil des traités de la Porte ottomane avec les puissances étrangères, vol. 1, Paris, Amyot, 1864 (lire en ligne)
- (en) Philip Pandely Argenti, Diplomatic Archive of Chios 1577-1841, vol. I, Cambridge University Press Archive (lire en ligne), p. 158-353
- Onésime Troude, Batailles navales de la France, t. 1, Paris, Challamel aîné, 1867-1868, 453 p. (lire en ligne)
- Charles La Roncière, Histoire de la Marine française : La Guerre de Trente Ans, Colbert, t. 5, Paris, Plon, 1920, 822 p. (lire en ligne)